# Pinheyschna subpupillata
Pinheyschna subpupillata là loài chuồn chuồn trong họ Aeshnidae. Loài này được McLachlan mô tả khoa học đầu tiên năm 1896.

## Hình ảnh

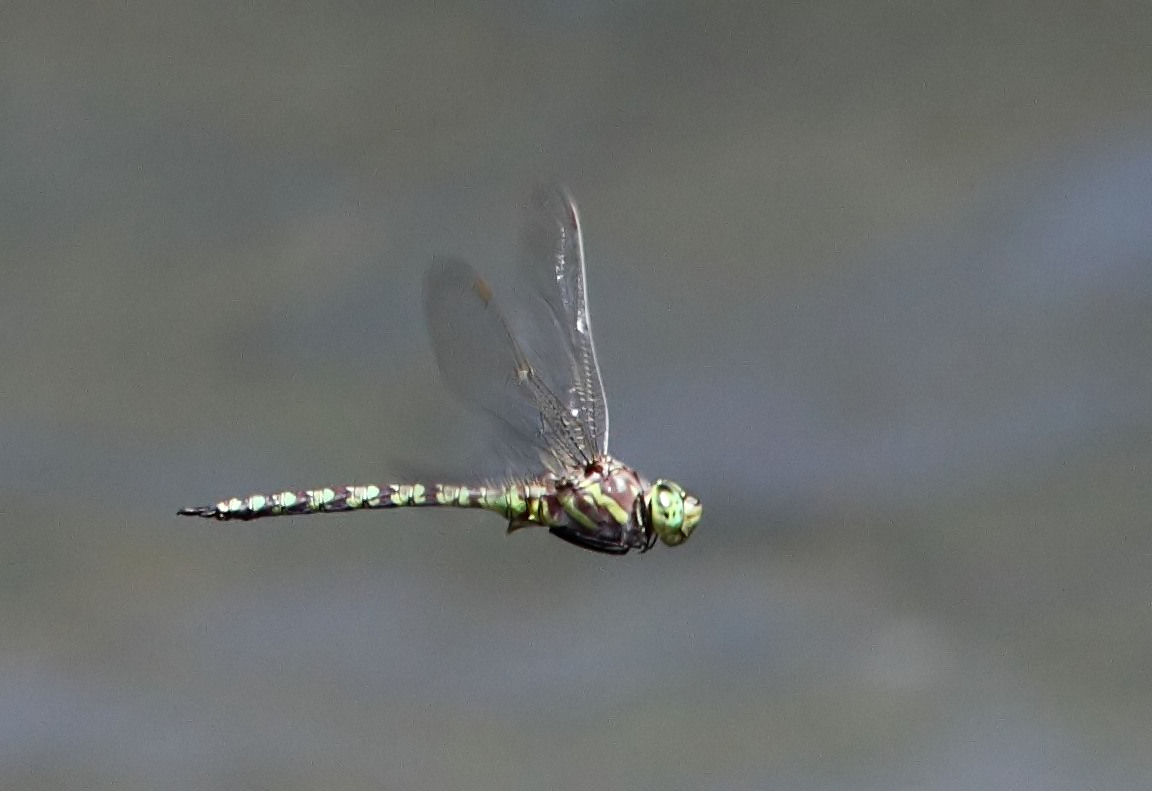
Male in flight
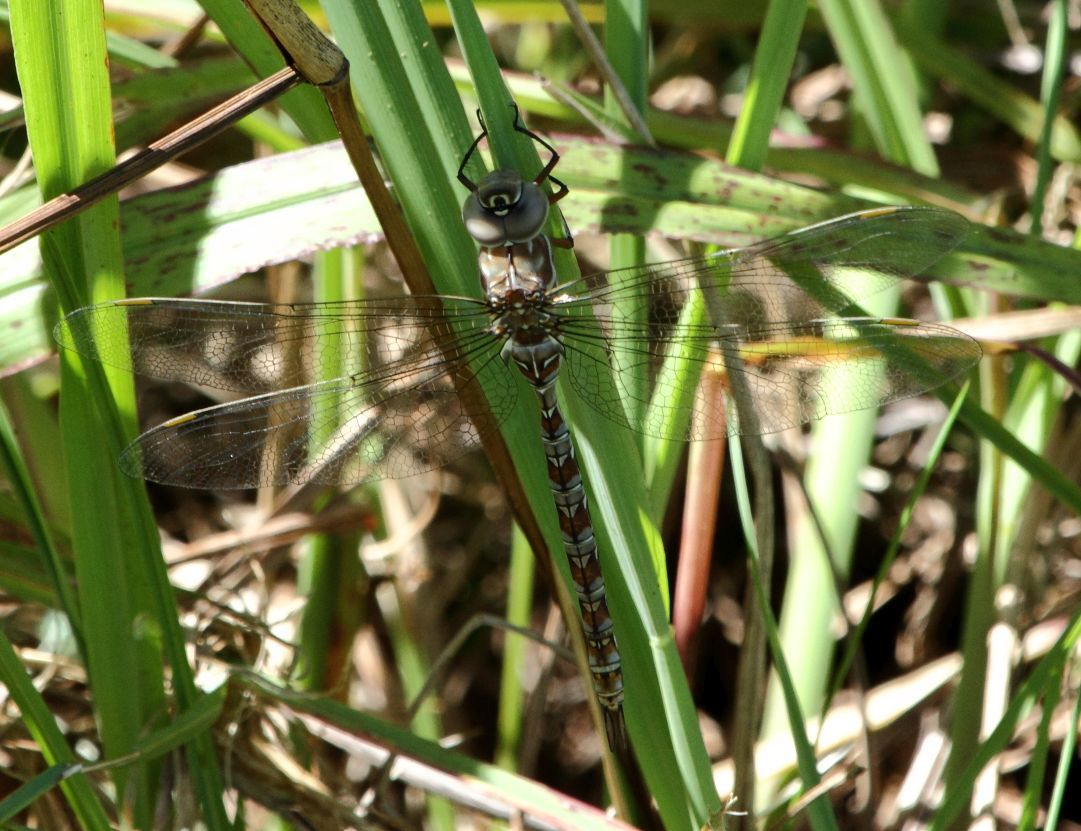
Male perched
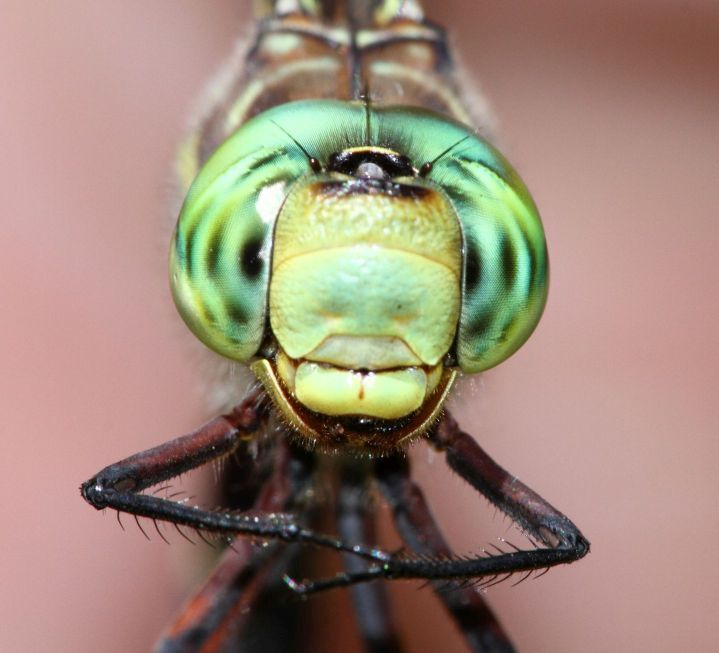
Male face
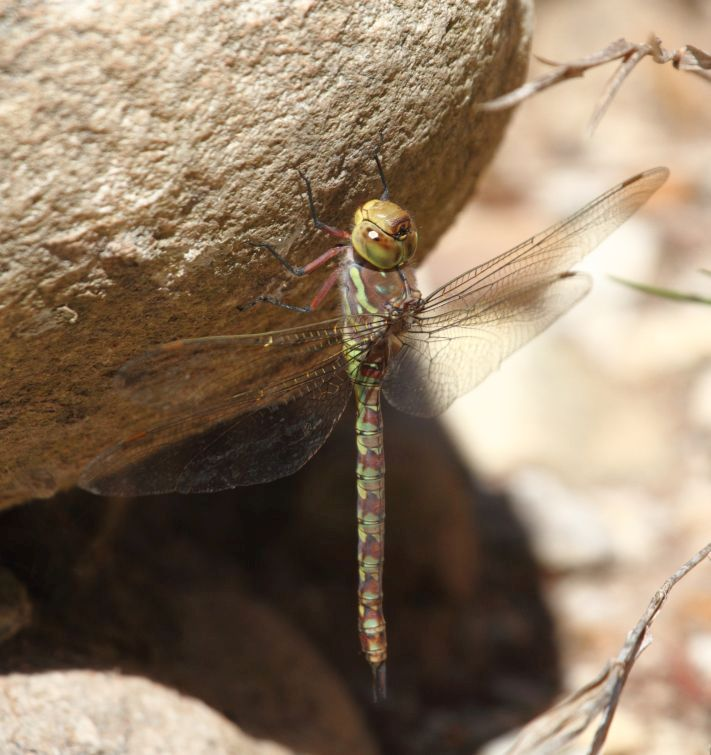
Female
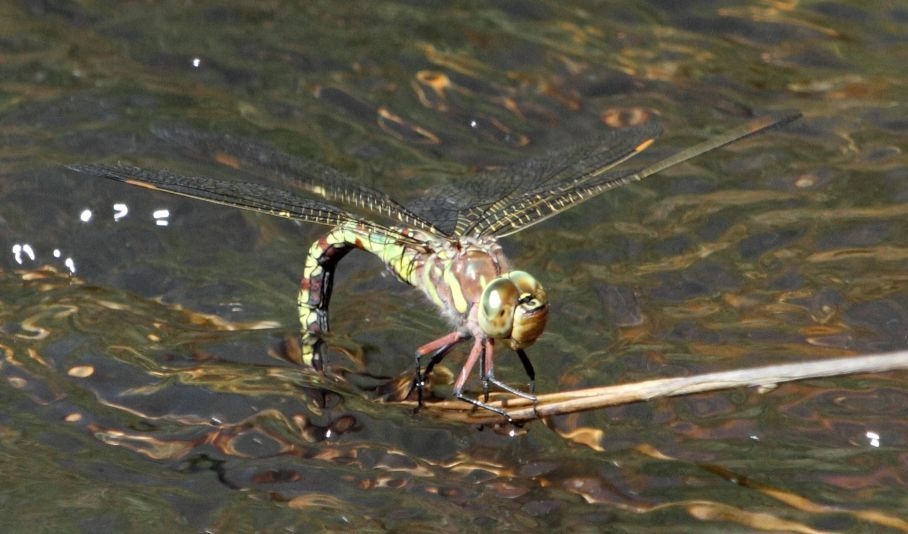
Female ovipositing
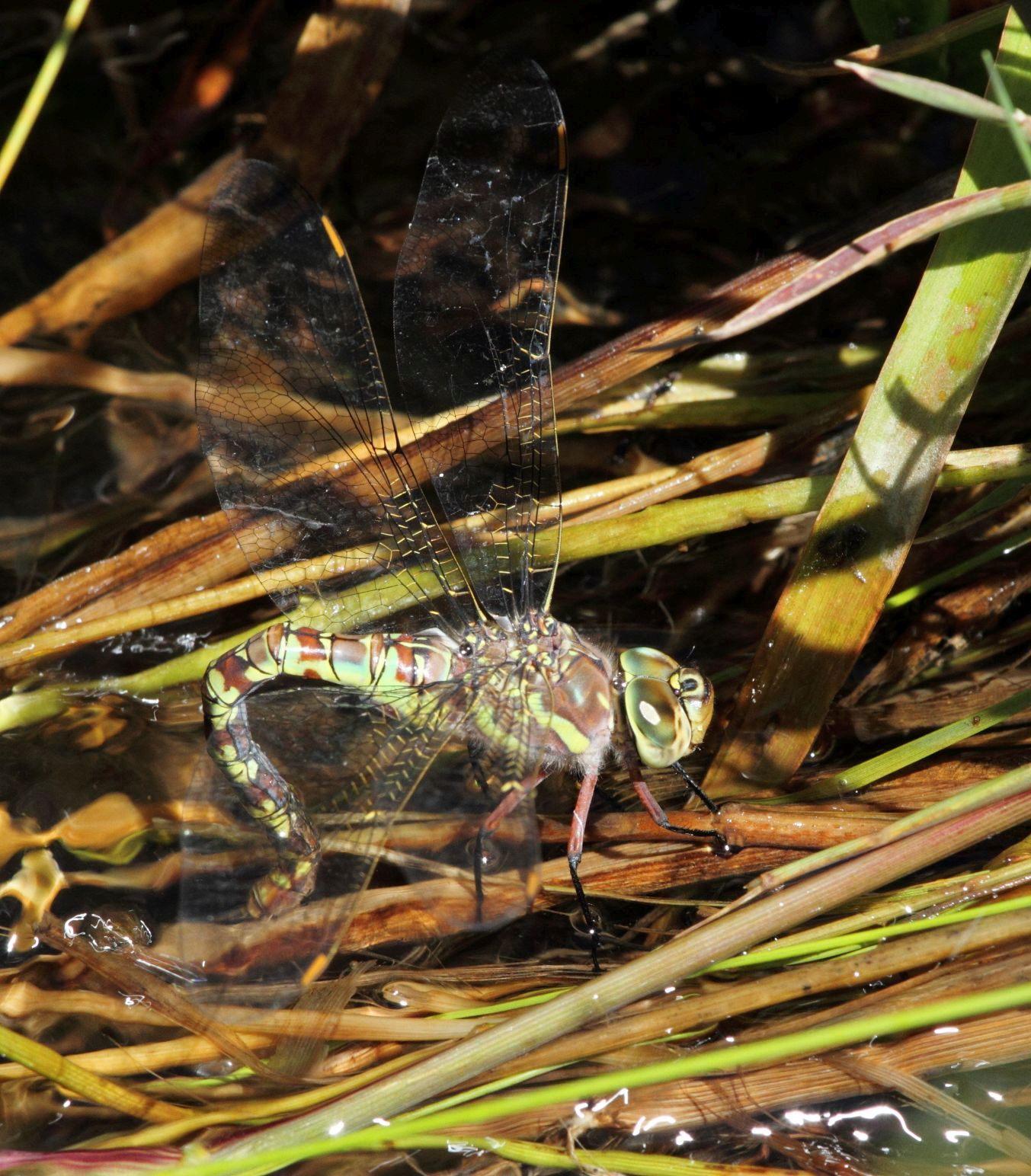
Female ovipositing
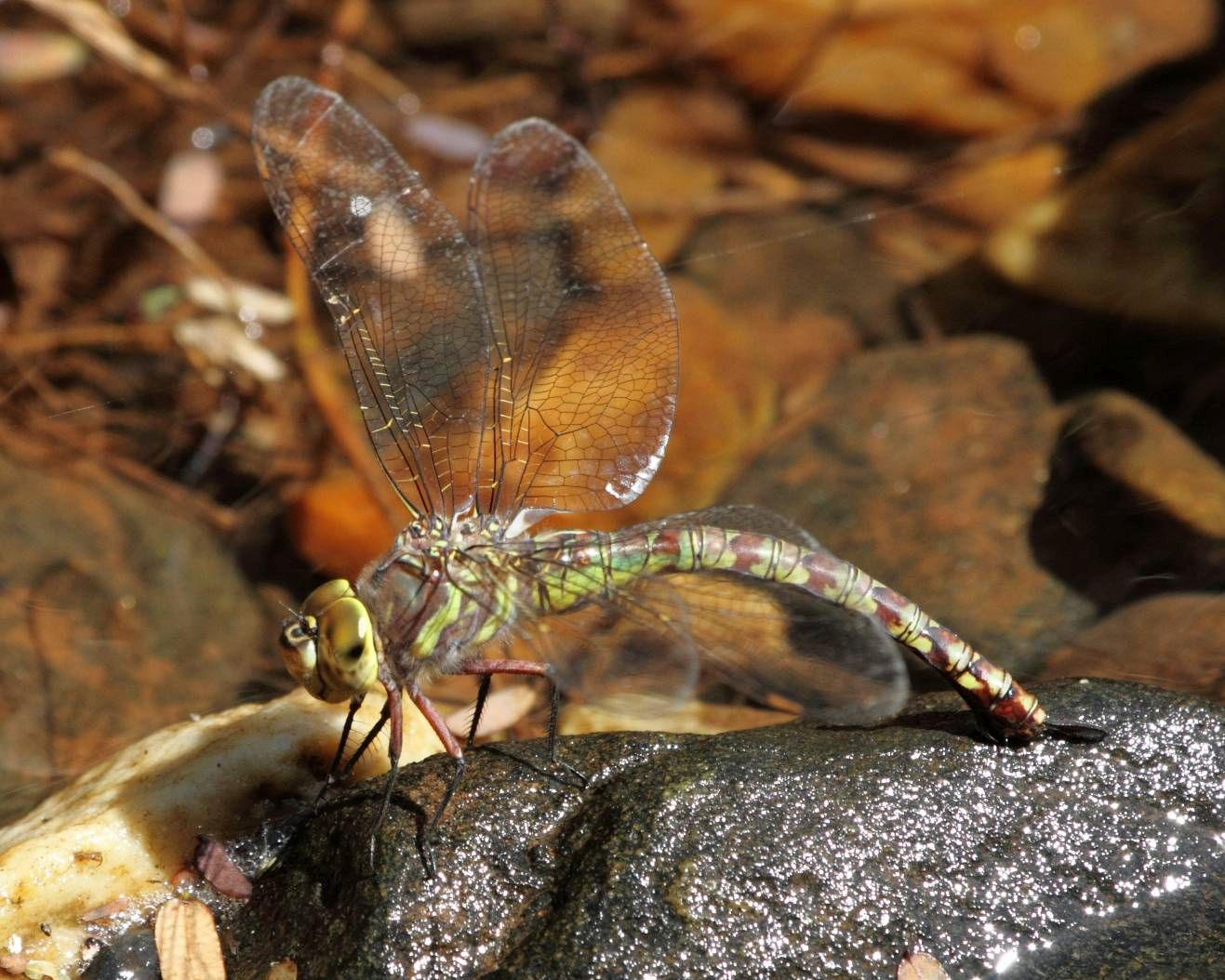
Female ovipositing